# Stăuceni (Botoșani)
Pour les articles homonymes, voir Stăuceni.
Stăuceni est une commune du județ de Botoșani en Roumanie.